# Alfonso Maria Mistrangelo
Alfonso Maria Mistrangelo Sch. P., italijanski rimskokatoliški duhovnik, škof in kardinal, * 26. april 1852, Savona, † 7. november 1930, Firence.

## Življenjepis
17. marca 1877 je prejel duhovniško posvečenje.
16. januarja 1893 je bil imenovan za škofa Pontremolija in 22. januarja istega leta je prejel škofovsko posvečenje. 19. januarja 1899 je postal nadškofa Firenc.
6. decembra 1915 je bil povzdignjen v kardinala in imenovan za kardinal-duhovnika S. Maria degli Angeli.